# Masao Miyoshi
Masao Miyoshi (三好将夫, Miyoshi Masao), 14 mai 1928 – 1er octobre 2009 est un universitaire japonais spécialiste de littérature et de culture et titulaire de la chaire Hajime Mori de japonais et de littérature à l'université de Californie à San Diego.

## Carrière
Né à Tokyo, il est diplômé du département d'anglais de l'université de Tokyo et obtient une bourse du programme Fulbright afin de poursuive ses études à l'Université de New York,. Spécialiste de la littérature victorienne, il enseigne d'abord à l'université de Californie à Berkeley, où il commence également à travailler sur la littérature japonaise et finit par s'installer à l'université de Californie à San Diego. Il consacre de plus en plus ses écrits aux relations entre le Japon et les États-Unis et les problèmes liés à la mondialisation.
Parmi les ouvrages de Miyoshi figurent The Divided Self: A Perspective on the Literature of the Victorians (1969), Accomplices of Silence: The Modern Japanese Novel (1975), As We Saw Them: The First Japanese Embassy to the United States (1860) (1979), Off Center: Power and Culture Relations Between Japan and the United States (1991) et The University in 'Globalization': Culture, Economy, and Ecology (2003). Il a également édité et coédité des anthologies sur la mondialisation, le post-modernisme et l'avenir des études régionales.

## Source de la traduction
- (en) Cet article est partiellement ou en totalité issu de l’article de Wikipédia en anglais intitulé « Masao Miyoshi » (voir la liste des auteurs).